# Табажак
Табажак — посёлок в Новосёловском районе Красноярского края России. Входит в состав Анашенского сельсовета.

## География
Посёлок расположен в 33 км к югу от районного центра Новосёлово.

## Население
| 2010 |
| ---- |
| 103  |

Гендерный состав
По данным Всероссийской переписи населения 2010 года 53 мужчины и 50 женщин из 103 чел.